# 鶴ヶ濱増太郎
鶴ヶ濱 増太郎（つるがはま ますたろう、1893年7月19日 - 1939年1月16日）は、奈良県北葛城郡當麻町（現在の葛城市）出身で荒磯部屋（当初は中立部屋）に所属した大相撲力士。本名は西本 増太郎。身長178cm、体重105kg。最高位は西小結。得意手は右四つ、吊り、泉川、突っ張り。

## 来歴
1911年（明治44年）2月場所に「大鶴」の四股名で初土俵を踏んだが病に罹り帰郷、間もなくして「若ノ川」の四股名で大坂相撲に出ていた。1912年（明治45年）5月場所で東京相撲に復帰し三段目から再出発、一旦序二段に陥落した場所もあったが、三段目に復帰し、幕下へと番付を上げていき、1918年（大正7年）1月場所で新十両。その後も幕下に陥落した場所もあったが、1921年（大正10年）1月場所で入幕。入幕3場所目の1922年（大正11年）1月場所、東前頭4枚目で源氏山（のちの横綱3代西ノ海）・千葉ヶ嵜の両大関を破るなど9勝1敗の好成績で平幕優勝、出羽海部屋力士による連覇を10で止めた。
均整の取れた体格で足腰や腕力も強く、泉川や突っ張りを武器に期待されたもののその年の東西合併相撲で足を怪我した事がもとで、その後は平凡な成績のまま1926年（大正15年）5月場所を最後に引退、年寄・玉垣を襲名した。一方で千葉県市川市で料亭を経営していた。
平幕優勝達成者で小結止まりは、2023年9月場所終了時点では鶴ヶ濱、富士錦、若浪の3人のみ。平幕止まりは大蛇山と德勝龍の2人。
東京都世田谷区の妙寿寺に墓所がある。

## 主な成績
- 通算成績：74勝66敗8分4休 勝率.529[注 1]
- 幕内成績：58勝57敗7分4休 勝率.504
- 現役在位：30場所
- 幕内在位：12場所
- 各段優勝
  - 幕内最高優勝：1回（1922年1月場所）
  - 十両優勝：1回（1920年5月場所）

### 場所別成績
| 1911年 （明治44年） | （前相撲）               | (大坂相撲)               |
| 1912年 （明治45年） | (大坂相撲)               | 三段目 –                 |
| 1913年 （大正2年） | 西序二段30枚目 –         | 東三段目72枚目 –         |
| 1914年 （大正3年） | 東序二段9枚目 –          | 西三段目47枚目 –         |
| 1915年 （大正4年） | 西三段目15枚目 –         | 東幕下61枚目 –           |
| 1916年 （大正5年） | 西幕下40枚目 –           | 東幕下28枚目 –           |
| 1917年 （大正6年） | 東幕下16枚目 –           | 東幕下8枚目 3–1–1        |
| 1918年 （大正7年） | 西十両11枚目 2–3         | 東幕下筆頭 2–3           |
| 1919年 （大正8年） | 西幕下10枚目 4–1         | 西十両9枚目 3–1 (1引分)  |
| 1920年 （大正9年） | 西十両2枚目 4–3          | 西十両2枚目 優勝 7–2     |
| 1921年 （大正10年） | 西前頭12枚目 5–5         | 東前頭8枚目 5–5          |
| 1922年 （大正11年） | 東前頭4枚目 9–1          | 西前頭筆頭 4–6           |
| 1923年 （大正12年） | 東前頭5枚目 7–3          | 西小結 4–5 (2引分)       |
| 1924年 （大正13年） | 西小結 4–6               | 東前頭4枚目 6–4 (1引分)  |
| 1925年 （大正14年） | 東前頭3枚目 2–8 (1引分)  | 西前頭11枚目 3–6 (2引分) |
| 1926年 （大正15年） | 西前頭10枚目 8–2 (1引分) | 東前頭2枚目 引退 1–6–4   |
| 各欄の数字は、「勝ち-負け-休場」を示す。 優勝 引退 休場 十両 幕下 三賞：敢=敢闘賞、殊=殊勲賞、技=技能賞 その他：★=金星 番付階級：幕内 - 十両 - 幕下 - 三段目 - 序二段 - 序ノ口 幕内序列：横綱 - 大関 - 関脇 - 小結 - 前頭（「#数字」は各位内の序列） |                          |                          |

- 幕下以下の地位は小島貞二コレクションの番付実物画像による。

## 改名歴
- 大鶴 - 1911年2月場所
- 若ノ川 - 大坂相撲
- 大寉 増太郎（「大寉」は番付面の表記。「大鶴」の略字と思われる。）- 1913年1月場所 - 1913年5月場所
- 鶴ヶ濱 増太郎（「鶴ヶ濱」の十両以下在位時の番付面の表記は略字の「寉ヶ濱」） - 1914年1月場所 -